# Five Nations 1926
Die Ausgabe 1926 des jährlich ausgetragenen Rugby-Union-Turniers Five Nations (seit 2000 Six Nations) fand vom 2. Januar bis zum 5. April statt. Turniersieger wurden gemeinsam Schottland und Irland (die Punktedifferenz spielte beim damaligen Turniersmodus keine Rolle).

## Teilnehmer
| Land       | Stadion                            | Stadt             | Kapitän                                       |
| ---------- | ---------------------------------- | ----------------- | --------------------------------------------- |
| England    | Twickenham Stadium                 | London            | Wavell Wakefield                              |
| Frankreich | Stade Olympique                    | Colombes          | Aimé Cassayet-Armagnac / Adolphe Jauréguy     |
| Irland     | Lansdowne Road / Ravenhill Stadium | Dublin / Belfast  | William Crawford                              |
| Schottland | Murrayfield Stadium                | Edinburgh         | Dan Drysdale                                  |
| Wales      | Cardiff Arms Park / St Helen’s     | Cardiff / Swansea | Rowe Harding / Arthur Cornish / Bobby Delahay |

## Tabelle
|    | Land       | Spiele | Siege | Unent. | Ndlg. | Spiel- punkte | Diff. | Tabellen- punkte |
| -- | ---------- | ------ | ----- | ------ | ----- | ------------- | ----- | ---------------- |
| 1. | Schottland | 4      | 3     | 0      | 1     | 45:23         | + 22  | 6                |
| 1. | Irland     | 4      | 3     | 0      | 1     | 41:26         | + 15  | 6                |
| 3. | Wales      | 4      | 2     | 1      | 1     | 26:24         | + 2   | 5                |
| 4. | England    | 4      | 1     | 1      | 2     | 38:39         | − 1   | 3                |
| 5. | Frankreich | 4      | 0     | 0      | 4     | 11:49         | − 38  | 0                |

## Ergebnisse
| 3. Januar 1926 | Frankreich                             | 6 : 20        | Schottland                                                                       | Stade Olympique, Colombes Zuschauer: 35.000 Schiedsrichter: W. J. Llewellyn |
| 3. Januar 1926 | Versuche: Piquiral Straftritte: Gonnet | (0:9) Bericht | Versuche: Bannerman MacMyn Wallace (3) Erhöhungen: Drysdale Straftritte: Gillies | Stade Olympique, Colombes Zuschauer: 35.000 Schiedsrichter: W. J. Llewellyn |

| 16. Januar 1926 | Wales             | 3 : 3         | England             | Cardiff Arms Park, Cardiff Schiedsrichter: W. H. Acton (Irland) |
| 16. Januar 1926 | Versuche: Andrews | (0:3) Bericht | Versuche: Wakefield | Cardiff Arms Park, Cardiff Schiedsrichter: W. H. Acton (Irland) |

| 23. Januar 1926 | Irland                                                              | 11 : 0        | Frankreich | Ravenhill Stadium, Belfast Zuschauer: 20.000 Schiedsrichter: Alfred Lawrie (Schottland) |
| 23. Januar 1926 | Versuche: Stephenson (2) Erhöhungen: Hewitt Straftritte: Stephenson | (8:0) Bericht |            | Ravenhill Stadium, Belfast Zuschauer: 20.000 Schiedsrichter: Alfred Lawrie (Schottland) |

| 6. Februar 1926 | Schottland                                                  | 8 : 5         | Wales                                 | Murrayfield Stadium, Edinburgh Zuschauer: 50.000 Schiedsrichter: David Helliwell (England) |
| 6. Februar 1926 | Versuche: Waddell Erhöhungen: Drysdale Straftritte: Gillies | (0:5) Bericht | Versuche: Herrera Erhöhungen: Everson | Murrayfield Stadium, Edinburgh Zuschauer: 50.000 Schiedsrichter: David Helliwell (England) |

| 13. Februar 1926 | Irland                                                                                    | 19 : 15        | England                                                 | Lansdowne Road, Dublin Schiedsrichter: W. J. Llewellyn (Wales) |
| 13. Februar 1926 | Versuche: Cussen (2) Hewitt Stephenson Erhöhungen: Stephenson (2) Straftritte: Stephenson | (6:10) Bericht | Versuche: Haslett Periton Young Erhöhungen: Francis (3) | Lansdowne Road, Dublin Schiedsrichter: W. J. Llewellyn (Wales) |

| 27. Februar 1926 | England                                               | 11 : 0        | Frankreich | Twickenham Stadium, London Zuschauer: 40.000 Schiedsrichter: Albert Freethy (Wales) |
| 27. Februar 1926 | Versuche: Aslett (2) Kittermaster Erhöhungen: Francis | (6:0) Bericht |            | Twickenham Stadium, London Zuschauer: 40.000 Schiedsrichter: Albert Freethy (Wales) |

| 27. März 1926 | Schottland | 0 : 3   | Irland         | Murrayfield Stadium, Edinburgh Schiedsrichter: Barry Cumberlege (England) |
| 27. März 1926 |            | Bericht | Versuche: Gage | Murrayfield Stadium, Edinburgh Schiedsrichter: Barry Cumberlege (England) |

| 13. März 1926 | Wales                                              | 11 : 8        | Irland                                                            | St Helen’s, Swansea Schiedsrichter: Barry Cumberlege (England) |
| 13. März 1926 | Versuche: Harding Herrera Hopkins Erhöhungen: Rees | (5:8) Bericht | Versuche: Hanrahan Erhöhungen: Stephenson Straftritte: Stephenson | St Helen’s, Swansea Schiedsrichter: Barry Cumberlege (England) |

| 20. März 1926 | England                     | 9 : 17         | Schottland                                                           | Twickenham Stadium, London Zuschauer: 50.000 Schiedsrichter: W. H. Acton (Irland) |
| 20. März 1926 | Versuche: Tucker Voyce Webb | (3:14) Bericht | Versuche: Smith (2) Waddell Erhöhungen: Waddell (2) Dropgoals: Dykes | Twickenham Stadium, London Zuschauer: 50.000 Schiedsrichter: W. H. Acton (Irland) |

| 2. April 1926 | Frankreich                            | 5 : 7         | Wales                                | Stade Olympique, Colombes Zuschauer: 35.000 Schiedsrichter: Wallace Harland (Irland) |
| 2. April 1926 | Versuche: Gérintès Erhöhungen: Gonnet | (5:0) Bericht | Versuche: Watkins Dropgoals: Cornish | Stade Olympique, Colombes Zuschauer: 35.000 Schiedsrichter: Wallace Harland (Irland) |